# José Vicente Balseca
José Vicente Balseca   (Guayaquil, 18 de juliol de 1933 - Nova York, 15 de setembre de 2019) va ser un futbolista equatorià de la dècada de 1950.
Fou 24 cops internacional amb la selecció de l'Equador. Pel que fa a clubs, defensà els colors de Emelec.